# Őr
Őr község Szabolcs-Szatmár-Bereg vármegyében, a Mátészalkai járásban.

## Fekvése
A Nyírség északkeleti részén fekszik; a két legközelebbi város a 4 kilométerre fekvő Vaja és a 10 kilométerre lévő Mátészalka. A közvetlen szomszédos települések: északkelet felől Papos, kelet felől Jármi, dél felől Hodász, délnyugat felől Kántorjánosi, északnyugat felől pedig Vaja.

### Megközelítése
Két legfontosabb közúti megközelítési útvonala a 49-es főút és az M3-as autópálya. Előbbi, amely a központján is keresztülhalad, elsősorban a környező városokkal való összekapcsolásában játszik szerepet, utóbbi pedig, a délkeleti határszéle közelében kiépült sztrádacsomópontnak köszönhetően az ország távolabbi részei felől is könnyen elérhetővé tette a községet. A déli-délnyugati szomszédságában fekvő településekkel a 4917-es út kapcsolja össze.
Vasútvonal nem érinti, a legközelebbi vasúti csatlakozási lehetőséget a Nyíregyháza–Vásárosnamény-vasútvonal Vaja-Rohod vasútállomása kínálja, Vaja központjának északi részén, mintegy 5 kilométerre északra.

## Nevének eredete
Őr település egykori lakosai gyepűőrök (határőrök) voltak. A település neve lakosainak határőri foglalkozását őrzi nevében, mivel az egykori lakosság kötelessége volt a gyepűk őrzése.(Ilyen gyepűőrző település volt még például Szilágy megyében Szamosőrmező, Vas vármegyében Felsőőr és Alsóőr, Zemplén vármegyében Őrmező is.
Más feltételezés szerint a települést az Őry család alapította, és a nevét a családról kapta.

## Története
A község első írásos említése 1221-ből ismert (Euru névalakban), de valószínűleg már a 10. században lakott volt. A honfoglalás után szervezett határvédelmi rendszer része lehetett.
A falu első ismert földbirtokosa a Dersi család volt, majd kisnemesek birtokolták. A 14. században Őrtelek (Ewrteluky) néven fordult elő. 1416-ban Luxemburgi Zsigmond király Ónodi Czudar Benedeknek adományozta. A 16. században az Őry és a Komoróczy család birtokolta. A falu részben Szabolcs, részben Szatmár vármegyéhez tartozott. A 18. században több kisnemes család birtoka volt (Vay, Komoróczy, Kölcsey, Patay).
Az 1940-es évektől önálló nagyközség volt. 1970-től nagyközségi közös tanács társközsége, tanácsának székhelye Vaja, a társközségek pedig Rohod, és Nyírparasznya volt. Az 1950-es megyerendezés előtt Szabolcs vármegyéhez tartozott.
Őr jelenleg önálló település, Mátészalka vonzáskörzetéhez tartozik.

## Közélete

### Polgármesterei
- 1990–1994: Hódi Miklós (független)[3]
- 1994–1998: Hódi Miklós (független)[4]
- 1998–2002: Hódi Miklós (független)[5]
- 2002–2006: Hódi Miklós (független)[6]
- 2006–2010: Hódi Miklós (független)[7]
- 2010–2014: Hódi Miklós (független)[8]
- 2014–2019: Hódi Miklós (független)[9]
- 2019–2024: Hódi Miklós (független)[10]
- 2024– : Hódi Miklós (független)[1]

## Népesség
A település népességének változása:
| Lakosok száma | 1451 | 1441 | 1422 | 1477 | 1376 | 1394 | 1433 |
|               | 2013 | 2014 | 2015 | 2021 | 2022 | 2023 | 2024 |

2001-ben a település lakosságának 98%-a magyar, 2%-a cigány nemzetiségűnek vallotta magát.
A 2011-es népszámlálás során a lakosok 96,3%-a magyarnak, 7,1% cigánynak, 0,5% románnak mondta magát (3,7% nem nyilatkozott; a kettős identitások miatt a végösszeg nagyobb lehet 100%-nál). A vallási megoszlás a következő volt: római katolikus 7,6%, református 75,4%, görögkatolikus 5,7%, felekezeten kívüli 1,3% (8,3% nem válaszolt).
2022-ben a lakosság 94,2%-a vallotta magát magyarnak, 1,7% cigánynak, 0,5% románnak, 0,4% ukránnak, 0,1-0,1% lengyelnek, horvátnak, németnek, görögnek, bolgárnak és szlováknak, 1,2% egyéb, nem hazai nemzetiségűnek (5,8% nem nyilatkozott; a kettős identitások miatt a végösszeg nagyobb lehet 100%-nál). Vallásuk szerint 7,5% volt római katolikus, 61,4% református, 6,9% görög katolikus, 1% egyéb keresztény, 0,1% evangélikus, 3,1% felekezeten kívüli (20,1% nem válaszolt).

## Nevezetességei
- Református templom: eredetileg román stílusú, átépítés után késő barokk, fakazettás mennyezet és torony 1802-ből.
- Ág, Bő és Sé mellett Őr Magyarország mindössze négy olyan településének egyike, amelyek neve csupán két betűből áll.